# Curtomerus brunneus
Curtomerus brunneus är en skalbaggsart som först beskrevs av Kirsch 1889.  Curtomerus brunneus ingår i släktet Curtomerus och familjen långhorningar. Inga underarter finns listade i Catalogue of Life.